# 노 장공
장공(莊公, 기원전 706년 ~ 기원전 662년, 재위 기원전 693년 ~ 기원전 662년)은 중국 노나라의 제16대 임금이다. 이름은 동(同)이다.

## 생애
환공 6년(기원전 706년) 9월에 노 환공의 아들로 태어났다. 환공은 장공의 생일이 자기 생일과 같다 하여 이름을 동(同)으로 지었다.
환공 18년(기원전 694년), 환공이 제나라에서 피살되어 그 뒤를 이어 노후가 됐다.
장공 3년(기원전 691년), 기(紀)나라를 구원하고자 정나라 활(滑)로 출병하여 정 자의와 회견하려 했으나, 정나라는 당시 내분에 빠져 있어 자의는 오지 않았고 결국 기나라를 구원하지 못했다.
장공 5년(기원전 689년) 겨울에 제 양공 주도로 제나라, 송나라, 진나라, 채나라와 연합하여 위나라 임금 금모를 몰아내고 쫓겨난 위 혜공을 복위시키고자 위나라를 쳐, 이듬해에 혜공을 위나라로 들여보냈고 혜공은 금모를 쫓아내고 복위했다.
장공 8년(기원전 686년)에 제나라에서 난리가 일어나 제 양공이 시해당하고 공손무지가 임금이 되자 공자 규가 관이오와 소홀(召忽)을 데리고 노나라로 망명했다. 이듬해(장공 9년, 기원전 685년)에 공손무지도 시해당하자 장공은 제나라를 쳐 공자 규를 제나라 임금으로 세우려고 했으나, 공자 소백이 먼저 들어가 제나라 임금이 되었고, 장공은 물러나지 않고 제나라와 건시(乾時)에서 싸우다 대패하여 진자(秦子), 양자(梁子)가 포로로 잡혔다. 제나라에서는 포숙아를 보내 공자 규를 죽이고 소홀과 관이오를 제나라에서 죽이도록 압송할 것을 요구했고, 장공은 이를 받아들였다. 이때 시백은 관이오를 제나라에서 등용하려는 속셈이 있으므로 관이오는 죽여서 보내기를 권했으나 장공은 이를 듣지 않았다.
장공 10년(기원전 684년), 정월에 제나라가 쳐들어오자 조궤(曹劌)를 등용하여 장작(長勺)에서 무찔렀고, 6월에 제나라와 송나라가 쳐들어오자 송나라 군대를 무찔러 연합군을 퇴각시켰다. 이 전투에서 장공은 화살로 적장 남궁장만을 쏴 맞추었다. 장공 11년에 송나라가 보복으로 쳐들어왔으나 자(鄑)에서 격파했다. 그러나 이해 송나라에 홍수가 나자 사신을 보내 송나라를 위문했다.
장공 13년(기원전 681년), 제나라의 공격에 노나라 군대가 졌고, 장공은 수읍(遂邑)을 바쳐 제나라와 화평했다. 그래서 제나라와 노나라는 가(柯)에서 맹약했는데, 조말(曹沫)이 단상에서 제 환공을 비수로 위협하여 제나라가 빼앗은 노나라의 땅을 돌려주게 했다. 환공은 이를 후회하여 나중에 맹약을 배반하고자 했으나, 관중의 간언으로 맹약을 지켰다.
장공 32년(기원전 662년), 장공은 병에 걸렸다. 공자 아에게 후사를 묻자 공자 경보를 추천했다. 공자 우에게 묻자 우는 세자 반을 모시겠다고 했고, 공자 아의 말을 전하자 우는 임금의 명을 칭탁하여 아를 독살했다. 8월, 장공이 죽었고, 공자 반이 뒤를 이었다.

## 가정
- 노 환공 (아버지)
  - 노 장공
    - 공자 반 (아들)
    - 노 희공
    - 노 민공
    - 공자 수(동문양중)

  - 공자 경보 - 맹손씨, 중손씨의 시조
  - 공자 아 - 숙손씨의 시조
  - 공자 우 - 계손씨의 시조